# Sibolga
Sibolga là một thành phố (kota) thuộc tỉnh Bắc Sumatra, Indonesia. Thành phố này có diện tích km2, dân số theo điều tra năm 2000 là người.